# School Days (chanson de Guardians 4)
Pour les articles homonymes, voir School Days (homonymie).
Singles de Guardians 4
Omakase Guardian
(2009) Party Time / Watashi no Tamago
(2009)
School Days est le deuxième single du groupe de J-pop Guardians 4, sorti le 2 septembre 2009 au Japon sur le label Pony Canyon.
Il atteint la 8e place du classement Oricon. Sortent aussi une édition limitée du single avec un DVD bonus, et une version "Single V" (vidéo) deux semaines plus tard. La chanson-titre sert de générique d'ouverture à la série anime Shugo Chara (2e saison : Shugo Chara!! Doki). En plus de la "face B" Itsuka Dokoka de, le single contient une deuxième version de la chanson-titre, interprétée par l'autre groupe créé précédemment pour la série : Shugo Chara Egg!. Les deux versions figureront sur la compilation Shugo Chara! Song Best qui sort en 2010.

## Liste des titres
CD Single
1. School Days
2. School Days (Shugo Chara Egg! Version) (しゅごキャラエッグ! Version?)
3. Itsuka Dokoka de. (いつかどこかで。?)
4. School Days (Instrumental)
5. Itsuka Dokoka de. (Instrumental)  (いつかどこかで。...?)

DVD de l'édition limitée
1. Jacket Making of (ジャケット撮影メイキング?)

Single V
1. School Days (Music Clip)
2. School Days (Close Up Version)
3. School Days (Dance Shot Version)
4. PV Making of (PV撮影メイキング?)